# Telmatosaurus transsylvanicus
Telmatosaurus (il cui nome significa "lucertola di palude") è un genere estinto di dinosauro adrosauromorfo vissuto nel Cretaceo superiore, circa 70-65,95 milioni di anni fa, sull'isola di Haţeg, oggi la moderna Romania. L'unica specie ascritta a questo genere è T. transsylvanicus. L'animale era un chiaro esempio di nanismo insulare, avendo una modesta lunghezza di circa 5 metri (16 piedi).

## Descrizione

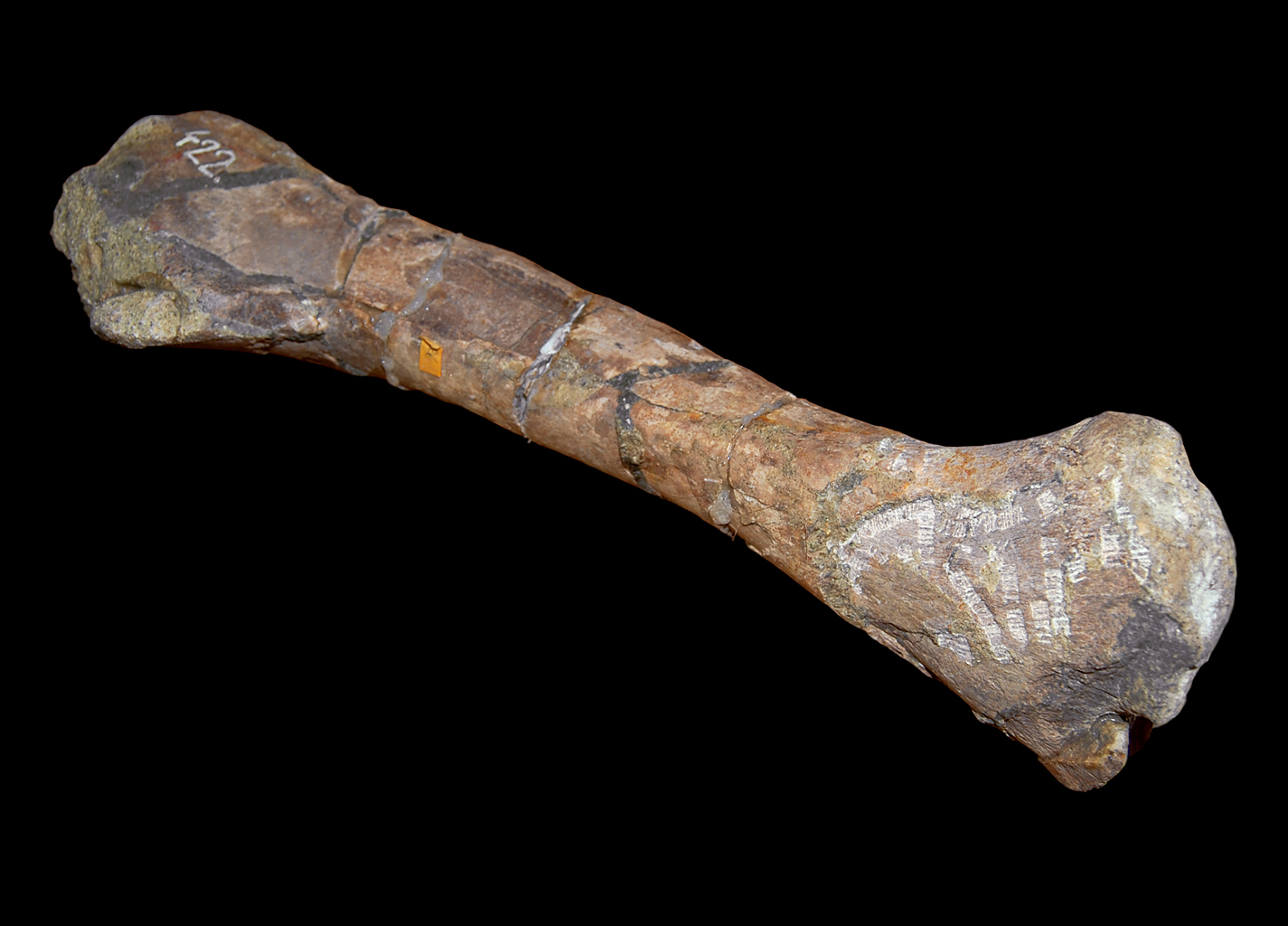
Femore di T. transsylvanicus

Questo dinosauro fa parte della famiglia degli adrosauridi, i grandi dinosauri erbivori che dominarono le pianure dell'Asia e del Nordamerica nel corso del Cretaceo superiore. Il Telmatosaurus sembrerebbe essere stato un rappresentante particolarmente primitivo di questo gruppo: le caratteristiche antiquate di questo dinosauro non spiegano come il Telmatosaurus fosse apparso così tardi nella documentazione fossile, in pratica pochi milioni di anni prima della scomparsa dei dinosauri. Nel Cretaceo superiore, l'Europa era formata da una serie di isole e formava una sorta di "crocevia faunistico" tra importanti regioni paleogeografiche, come Asia, Nordamerica e Africa. Evidentemente, gli antenati del Telmatosaurus raggiunsero l'Europa provenendo dall'Asia e lì rimasero per milioni di anni, evolvendosi poco o nulla rispetto ai loro parenti nordamericani e asiatici. La presenza di isole, tra l'altro, portò allo sviluppo di faune insulari, con conseguente riduzione della taglia di molte specie (tra cui, appunto, Telmatosaurus, lungo circa 6 metri). Il Telmatosaurus è noto attraverso molti resti fossili, per la maggior parte frammentari, sparsi tra la Romania, la Francia e la Spagna. Un alto teschio quasi completo, studiato da Nopcsa agli inizi del secolo scorso, è il reperto sul quale si basa il genere.

## Storia della scoperta

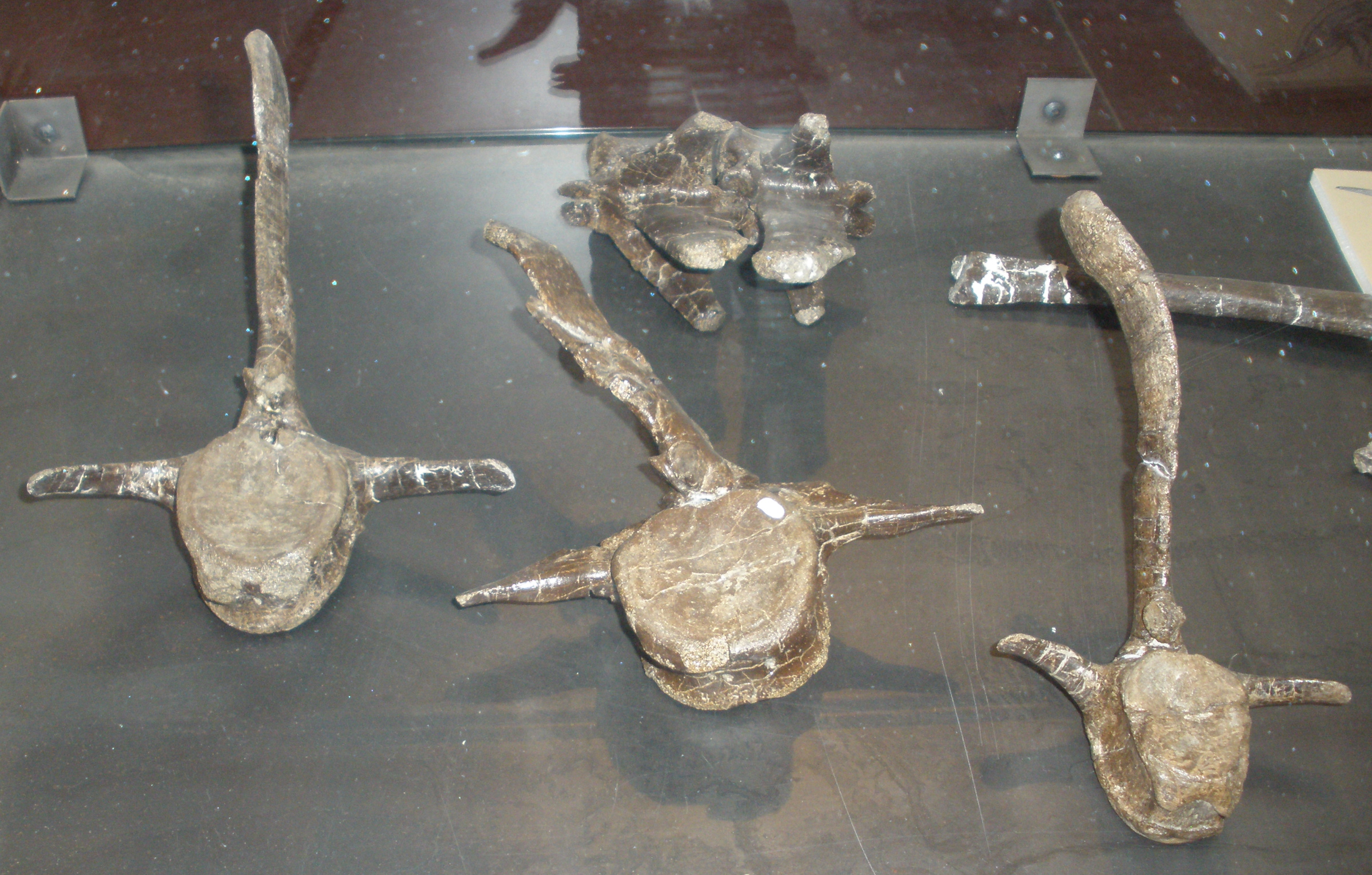
Vertebre di T. transsylvanicus

Nel 1895, alcuni contadini scoprirono un teschio di dinosauro che avevano trovato nella tenuta di Săcele nel distretto di Hunedoara (allora chiamato Hunyad), in Transilvania. Ilona, la figlia dei contadini, aveva un fratello maggiore, di nome Franz Nopcsa von Felső-Szilvás che grazie a quel fossile decise di diventare un paleontologo presso l'Università di Vienna. Nel 1899, Nopcsa descrisse il cranio e gli diede il nome di Limnosaurus transsylvanicus. Il nome generico deriva dal greco antico λιμνή, Limne, ossia "palude", in riferimento alle presunte abitudini semi-acquatici degli hadrosauridi. Il nome specifico, transsylvanicus, si riferisce ovviamente alla Transilvania, luogo del ritrovamento. In seguito Nopcsa scoprì che il nome Limnosaurus era già stato usato da Othniel Charles Marsh, nel 1872, per un coccodrillo (in seguito riclassificata come Pristichampsus), così nel 1903 Nopcsa rinominò il genere Telmatosaurus transsylvanicus. Il termine telma significa ancora una volta "palude". Nel 1910 Barnum Brown, ignorò il nome sostitutivo di Nopcsa, e ribattezzo il genere come Hecatasaurus, ma è stato classificato come un sinonimo junior.

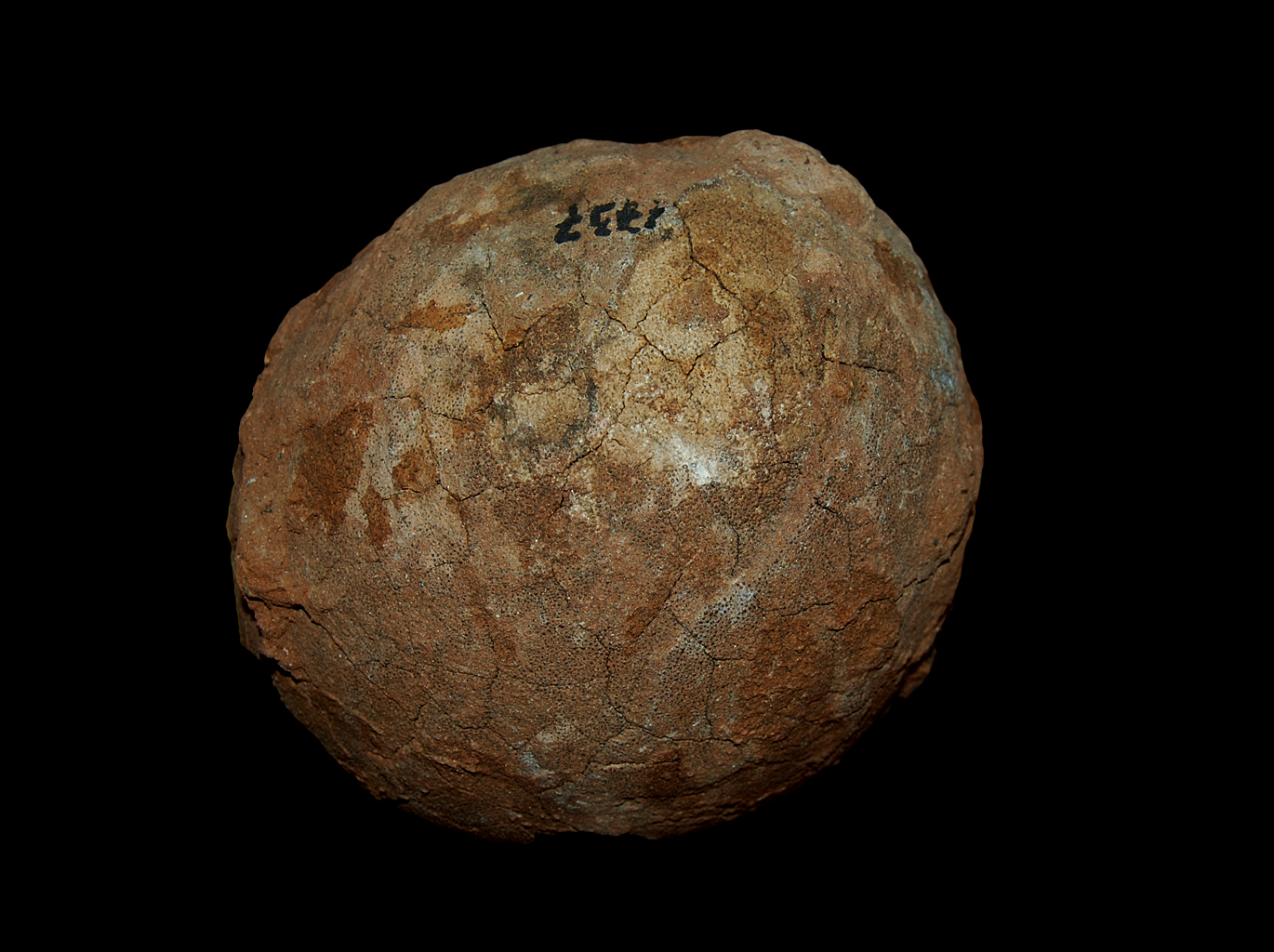
Possibile uovo fossile attribuito a T. transsylvanicus

L'olotipo, BMNH B.3386, di Telmatosaurus è stato ritrovato nel bacino Haţeg in uno strato della Formazione Sânpetru, risalente al Maastrichtiano, circa 68 milioni di anni fa, all'epoca parte dell'isola di Haţeg, una delle isole dell'arcipelago europeo durante il Cretaceo. L'olotipo si compone di un singolo cranio comprendente la mascella inferiore.
Nel 1915, Nopcsa ridescrisse il suo genere come Orthomerus, ossia Orthomerus transsylvanicus. Tuttavia, dal 1980, Orthomerus è stato considerato un nomen dubium, che ha portato alla rinascita del nome Telmatosaurus transsylvanicus. Del materiale di hadrosauride frammentario proveniente dalla Spagna, dalla Francia e dalla Germania, originariamente assegnato ad Orthomerus, ora è stato assegnato a Telmatosaurus transsylvanicus, anche se difficile da dimostrare; lo stesso vale anche per alcuni frammenti di ossa e uova, dalla Romania.

## Paleopatologia
Il 5 luglio 2016, un team internazionale di paleontologi analizzando una mandibola dell'animale ha rinvenuto per la prima voltale tracce di un tumore facciale, più precisamente un ameloblastoma, una crescita non cancerosa benigna che colpisce la mascella anche delle persone, dei mammiferi in generale e anche di alcuni rettili moderni. Secondo gli scienziati questa rappresenterebbe un'ulteriore prova all'ipotesi che gli hadrosauridi fossero più inclini a tumori rispetto ad altri dinosauri. Il team di ricerca ha affermato che il tumore non dava dolore al dinosauro ma non sono sicuri che ne abbia causato la morte.